# One Slip
„One Slip“ je dvanáctý singl britské skupiny Pink Floyd, který vyšel ve Spojeném království. Byl vydán v roce 1988 (viz 1988 v hudbě) a pochází z alba A Momentary Lapse of Reason.
Podobně jako zbylé dva singly Pink Floyd z desky A Momentary Lapse of Reason byl i singl „One Slip“ vydán na třech různých nosičích. Klasický singl, sedmipalcová gramofonová deska, obsahuje kromě písně „One Slip“ na B straně instrumentální skladbu „Terminal Frost“ z téhož alba. Na zbylých dvou verzích, dvanáctipalcovém vinylu a CD, se nachází i třetí píseň, koncertní provedení „The Dogs of War“, které bylo nahráno 5. listopadu 1987 na vystoupení The Omni v Atlantě.

## Seznam skladeb

### 7" verze
1. „One Slip“ (Gilmour, Manzanera)
2. „Terminal Frost“ (Gilmour)

### 12" a CD verze
1. „One Slip“ (Gilmour, Manzanera)
2. „Terminal Frost“ (Gilmour)
3. „The Dogs of War (Live)“ (Gilmour, Moore) – 7:24